# Catarratto
Catarratto é uma uva vinífera branca italiana plantada principalmente na Sicília, onde é a uva mais plantada. Foi descrito por Francesco Cupani em 1696. Catarratto pode fazer vinhos encorpados com notas de limão. No Etna DOC, a uva é frequentemente misturada com Minella bianca e Carricante. Catarratto também é conhecido pelos sinônimos Castellaro, Cataratto Bertolaro, Cataratto Bianco Nostrale, Cataratto Carteddaro, Catarratto Bertolare, Catarratto Bertolaro, Catarratto Bianco Latino, Catarratto Bianco Nostrale, Catarratto Carteddaro.

## Subvariedades e fenótipos
O Catarratto existe em diferentes fenótipos caracterizados por uma pruinosidade diferente, ou seja, uma quantidade diferente de "pruína" esbranquiçada nos bagos de uva. Quando esta pruína está praticamente ausente, as uvas dão uma impressão mais brilhante. O Catarratto Bianco Comune caracteriza-se por uma grande quantidade de pruína, enquanto o Catarratto Bianco Lucido tem uma quantidade limitada de pruína e é mais brilhante ou "lúcido". A distinção entre as duas variedades foi descrita pela primeira vez pela Comissão Ampelográfica de Palermo em 1883, que lhes deu os seus nomes. Estão igualmente registadas como duas castas diferentes em Itália, mas a impressão genética demonstrou que são idênticas. Assim, os dois fenótipos resultaram da seleção massal de videiras que apresentam uma variabilidade intravarietal de videiras propagadas vegetativamente (por estacas) a partir da mesma plântula original. Uma terceira variedade ou fenótipo, Catarratto Bianco Extra Lucido, com ausência total de floração, foi selecionada por B. Pastena em 1971, entre as cepas de Catarratto Bianco Lucido. Esta variedade também se revelou geneticamente idêntica às outras duas, como se supunha pela sua origem.

## Fermentação

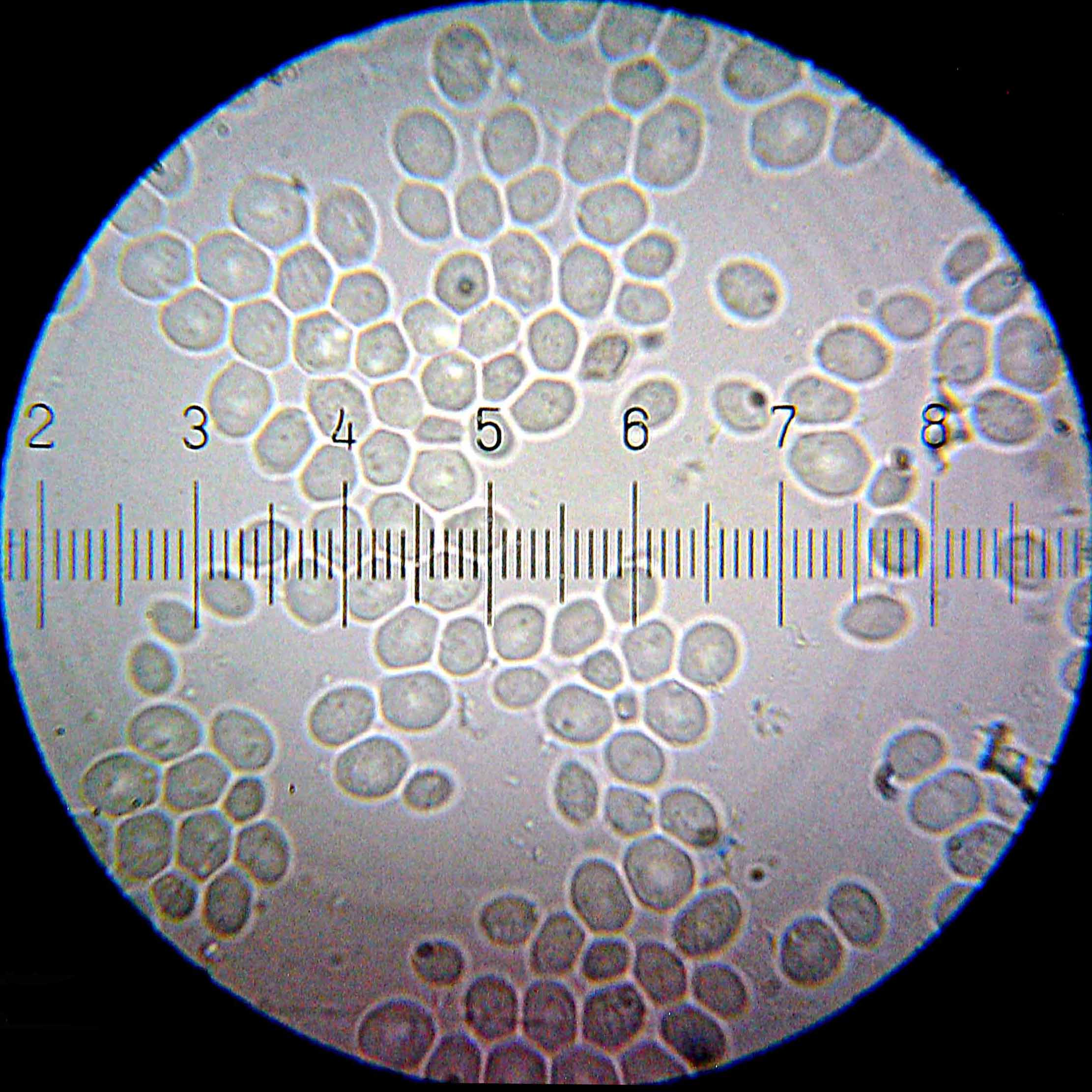
Levedura Saccharomyces cerevisiae ao microscópio.

Estudos recentes mostraram que o uso de cepas específicas de levedura e nutrientes enológicos pode intensificar o perfil aromático dos vinhos de Catarratto. Essas práticas resultaram em maior complexidade de compostos voláteis, como álcoois e ésteres, enriquecendo o aroma e sabor dos vinhos produzidos com essa variedade. A influência da Metschnikowia pulcherrima combinada com a Saccharomyces cerevisiae na expressão aromática dos vinhos Catarratto, com foco especial no papel da levedura inativada rica em glutationa. Esse antioxidante natural não só melhorou a complexidade aromática ao aumentar a concentração de vários ésteres, mas também permitiu a detecção exclusiva de dodecanal nos vinhos processados com ele. A análise sensorial confirmou diferenças aromáticas distintas entre os vinhos, sugerindo que as leveduras inativadas ricas em glutationa podem melhorar a estabilidade oxidativa dos vinhos Catarratto, ajudando a preservar seus compostos aromáticos e sua cor.

## Microbiologia
A composição de leveduras e bactérias lácticas (LAB) nos vinhos Catarratto IGT Sicilia foi analisada desde a colheita até o engarrafamento. Durante as primeiras etapas da fermentação alcoólica, as concentrações de LAB atingiram 6-7 log CFU/mL, com Saccharomyces cerevisiae como a levedura dominante. As LAB identificadas incluíram Lactobacillus plantarum, Leuconostoc mesenteroides e Lactobacillus hilgardii sendo esta última a principal. O teor alcoólico dos vinhos no engarrafamento foi de aproximadamente 12,67% (v/v), enquanto a acidez tartárica, cítrica e málica diminuíram, e a acidez lática aumentou significativamente no final da maceração. Os mostos de Catarratto são geralmente pobres quanto à presença de Metschnikowia spp. embora, em mostos de uvas de Catarratto da Sicília, a MMetschnikowia pulcherrima tenha sido isolada em em porcentagens que variam de 0,2% a 1,1%.

## Pedigree
Um estudo italiano publicado em 2008, que recorreu à impressão genética, revelou uma estreita relação genética entre a Garganega, outra variedade de uva italiana, por um lado, e o Catarratto e várias outras castas, por outro. É, portanto, possível que a Garganega seja um dos progenitores do Catarratto, mas, uma vez que os progenitores da Garganega não foram identificados, a natureza exacta da relação não pôde ser estabelecida de forma conclusiva.